# REG
REG is een Brits historisch merk van motorfietsen.
De REG werd eind jaren veertig ontwikkeld door Reg E. Geeson. De naam "REG" werd dus zowel door zijn voornaam als zijn initialen gevormd, maar niet door zijn roepnaam, die luidde "Bob".
De Lightweight TT (de 250cc-klasse van de Isle of Man TT) werd al vóór de Tweede Wereldoorlog gedomineerd door Italiaanse merken en na de oorlog bleef dat zo. Bob Geeson besloot zelf een Britse machine te gaan bouwen die deze klasse moest kunnen winnen. Bij zijn eerste pogingen gebruikte hij nog een Rudge-frame. Later ging hij samenwerken met de gereedschapsmaker Gordon Allen en hun "Allen-REG" had nog onderdelen van de eerdere Rudge/REG. Deze machine reed voor het eerst in 1949 en was voorzien van een "vierkante" paralleltwin met een boring-slagverhouding van 54 x 54 mm, wat een cilinderinhoud van 247,3 cc opleverde. De motor had op het eerste gezicht alles wat nodig was om topprestaties te leveren: hij was volledig uit aluminium opgebouwd en had tandwiel-aangedreven dubbele bovenliggende nokkenasen. De krukas was drie keer gelagerd. In het eerste seizoen viel de machine drie keer uit door defecte big-endlagers, maar Geeson gaf zijn project nog niet op. De krukaslagers werden allemaal gewijzigd en de big-ends werden gesmeerd door smeerolie die door de holle krukas stroomde. De drijfstangen werden vervangen en ook de tandwieltrein naar de nokkenassen. Het carter en het distributiecarter waren nu uit magnesium gemaakt.
In 1950 en de volgende jaren werd de machine nog steeds doorontwikkeld, wat resulteerde in een tiende plaats in de Lightweight TT van 1953. Enkele grote coureurs reden de machine daarna ook, waaronder John Hartle en Derek Minter (in 1958 en 1959 uitgevallen in de Lightweight TT) en John Surtees, die er de eerste overwinning op Brands Hatch mee behaalde en daarna nog 15 nationale races won. Geeson bouwde nog twee machines die tot in de vroege jaren zestig in wedstrijden verschenen. F. Hardy werd in 1962 zevende in de Lightweight TT. Geeson bleef experimenteren met o.a. bobine- en magneetontsteking, dubbele bougies enz.
De REG won de Lightweight TT uiteindelijk nooit, maar dat deden de andere Britse merken ook niet: de laatste Britse overwinning was die van New Imperial in 1936.
Na zijn actieve jaren verdween de REG in het Geeson Museum, maar het werd later overgebracht naar het Sammy Miller Museum in Hampshire waar hij gerestaureerd werd naar de specificaties van ca. 1959. Daarvoor moesten speciale onderdelen, waaronder drijfstangen, worden gemaakt.